# SMS Kronprinz Erzherzog Rudolf
SMS Kronprinz Erzherzog Rudolf, officiellt S. M. Thurmschiff Kronprinz Erzherzog Rudolf, var ett slagskepp i Österrike-Ungerns flotta. Hennes huvudbestyckning utgjordes av tre 30,5 cm kanoner och den sekundära bestyckningen av sex 12 cm snabbskjutande kanoner. Kronprinz Erzherzog Rudolf byggdes på örlogsvarvet i Pola (nuvarande Pula) i Kroatien och sjösattes den 6 juli 1887. I september 1889 levererades hon till flottan. Efter första världskrigets slut 1918 överlämnades fartyget till det blivande Jugoslavien och döptes om till Kumbor. 1922 såldes hon som skrot. 
Fartyget fick sitt namn efter den dåvarande österrikisk-ungerske kronprinsen Rudolf.